# كورسيل (بلجيكا)
كورسيل (بالفرنسية: Courcelles) هي بلدية بمقاطعة هينو في بلجيكا. في يناير 2006، بلغ إجمالي عدد سكان كروسيل 29,626 نسمة.
وتبلغ المساحة الكلية 44.24 كيلومتر مربع مما يجعل الكثافة السكانية بالبلدية تبلغ 670 نسمة لكل كيلومتر مربع.
تتكون البلدية من بلديات فرعية أخرى وهي: كورسيل بروبر، جوي لي بيتو، سوفريت، وترازيجنز.
في سنة 1994، كانت البلدة موقع «مذبحة كورسيل» التي أودت بحياة 20 مدنيًا من قبل متعاونين بلجيك. ويتم إحياء الذكرى بنصب في المدينة.

## مراجع

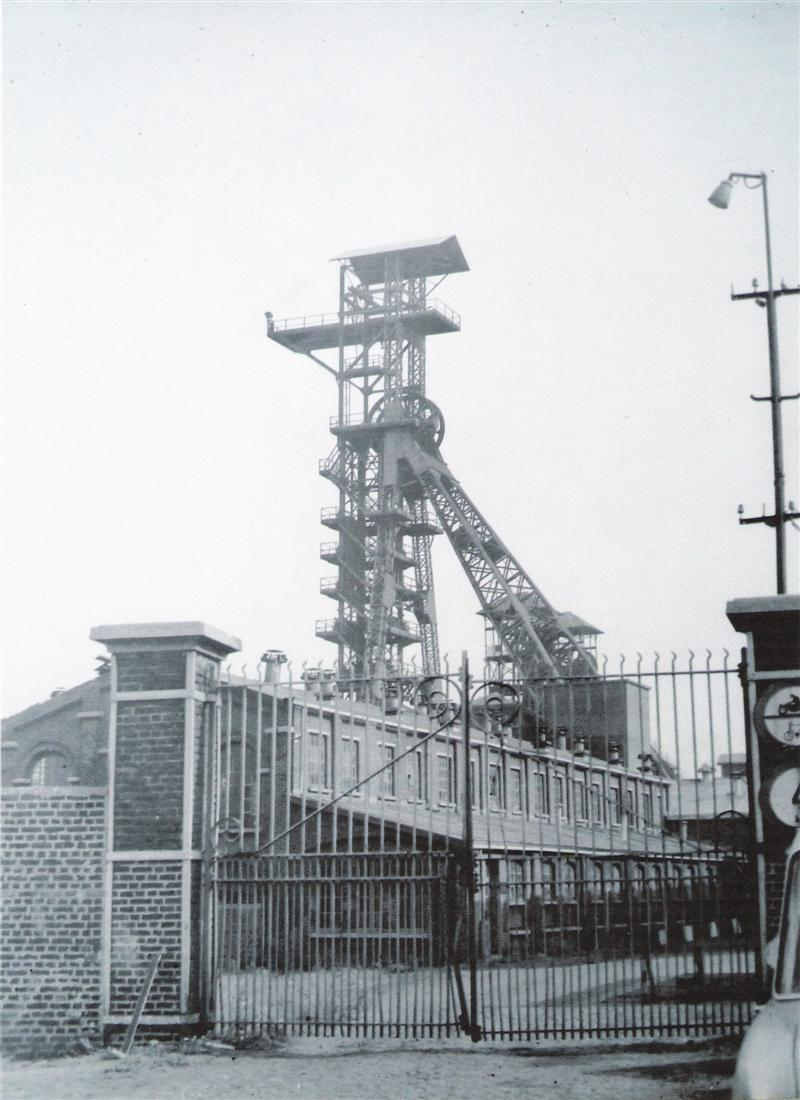
منجم الفحم "6 périer", Souvret

## أعلام
- ويليام الثاني، كونت فلاندرز
- كريستيان باربييه
- جان جاك روسو